# Tha Takiap (huyện)
Tha Takiap (tiếng Thái: ท่าตะเกียบ) là huyện (amphoe) cực đông của tỉnh Chachoengsao, miền trung Thái Lan.

## Lịch sử
Tiểu huyện (King Amphoe) Tha Takiap được thành lập ngày 1 tháng 4 năm 1991 từ sự chia tách hai tambon từ Sanam Chai Khet. Đơn vị này đã được nâng thành huyện ngày 5 tháng 12 năm 1996.

## Địa lý
Các huyện giáp ranh (từ phía bắc theo chiều kim đồng hồ) là Sanam Chai Khet của tỉnh Chachoengsao, Khao Chakan, Wang Nam Yen và Wang Sombun của tỉnh Sa Kaeo, Kaeng Hang Maeo của tỉnh Chanthaburi, và  Bo Thong và Ko Chan của tỉnh Chonburi.

## Hành chính
Huyện này được chia thành 2 phó huyện (tambon), các đơn vị này lại được chia thành 45 làng (muban). Không có khu vực đô thị (thesaban trong huyện này, và 2 tổ chức hành chính tambon (TAO).
| Số TT | Tên           | Tên tiếng Thái | Số làng | Dân số |  |
| ----- | ------------- | -------------- | ------- | ------ |  |
| 1.    | Tha Takiap    | ท่าตะเกียบ       | 20      | 17.812 |  |
| 2.    | Khlong Takrao | คลองตะเกรา     | 25      | 24.930 |  |